# プルメリアの伝説 (サウンドトラック)
『オリジナル・サウンドトラック プルメリアの伝説』（オリジナル・サウンドトラック プルメリアのでんせつ）は、松田聖子主演の映画「プルメリアの伝説」の2枚組サウンドトラック。1983年7月1日発売。発売元は CBS・ソニー。

## 解説
プルメリア－それは美しい花、掟を破って人間の若者と恋をした女神の花。
テーマ曲として「プルメリアの花」「天国のキッス（Extra Version）」「パシフィック」があるが、松田のベスト・アルバム『Seiko・Avenue』に収録された。
アナログ盤は見開きジャケット仕様の2枚組クリスタルディスク仕様、カセットテープは5万本限定発売。CDは単独未発売であった。

## 収録曲

### Disc 1
1. プルメリアの花
2. ハワイ大学学生食堂
3. お見合い
4. 明さんのどこが気に入らないの?
5. テーマ曲「プルメリアの花」〜喜びと不安〜
6. 成田空港到着ロビー
7. 銀座の喫茶店
8. マネキンのsuggestionとエイミーの気持ち
9. 慎治とエイミー
10. 明の確信
11. テーマ曲「天国のキッス」〜伝説の中の人物〜
12. 美しい恋のシルエット
13. Daning
14. ハワイに帰ります
15. テーマ曲「パシフィック」〜こころの嵐〜
16. 僕はあきらめません
17. 慎治からの手紙
18. カイルワ海岸
19. 愛の感触
20. 明の執念
21. プルメリアのレイを作って、待ってます。
22. 波と風と戦うサーファー・寺尾慎治

### Disc 2
1. ISLAND（Instrumental）
2. プルメリアの花
3. 天国のキッス（Extra Version）
4. パシフィック

## 関連作品
- 松田聖子オリジナル・サウンドトラック集 1981〜1985